# Francis Scott Key Bridge (Washington)
De Francis Scott Key Bridge of meestal kortweg Key Bridge is een boogbrug over de rivier de Potomac in Washington en verbindt Georgetown met Rosslyn (Virginia). De brug is vernoemd naar Francis Scott Key, de schrijver van het Amerikaanse volkslied.
De brug heeft een lengte van 518,5 m en werd in 1923 geopend. Het brugdek bestaat uit zes rijstroken. De drukke verkeersbrug maakt deel uit van de U.S. Route 29.
De huidige brug verving de (derde) Potomac Aqueduct Bridge.

## Varia
- In Baltimore is een gelijknamige brug over de rivier Patapsco.

In volgorde van bovenstrooms naar benedenstrooms